# Crato de Nassau-Sarrebruck
Crato, comte de Nassau-Sarrebruck (7 avril 1621 – 25 juillet 1642, Straelen), est le fils aîné du comte Guillaume de Nassau-Sarrebruck et de sa femme, Anne-Amélie de Bade-Durlach. 

## Biographie
Il succède à son père comme comte de Nassau-Sarrebruck, en 1640. Cependant, comme il est encore mineur à l'époque, il se trouve sous la régence de sa mère.
Crato est tué pendant la bataille de Straelen, en 1642. Il est remplacé par son frère cadet, Jean-Louis.